# Kayalpattinam
Kayalpattinam (o Kayalpatnam, Aramaganori, Coilnapatam, Kayalpatuam) è una suddivisione dell'India, classificata come town panchayat, di 32.672 abitanti, situata nel distretto di Thoothukudi, nello stato federato del Tamil Nadu. In base al numero di abitanti la città rientra nella classe III (da 20.000 a 49.999 persone).

## Geografia fisica
La città è situata a 8° 34' 0 N e 78° 7' 0 E e ha un'altitudine di 5 m s.l.m..

## Società

### Evoluzione demografica
Al censimento del 2001 la popolazione di Kayalpattinam assommava a 32.672 persone, delle quali 15.043 maschi e 17.629 femmine. I bambini di età inferiore o uguale ai sei anni assommavano a 4.157, dei quali 2.196 maschi e 1.961 femmine. Infine, coloro che erano in grado di saper almeno leggere e scrivere erano 25.787, dei quali 12.101 maschi e 13.686 femmine.